# Citizen Sleeper
Citizen Sleeper é um jogo de RPG de 2022 da Jump Over the Age e publicado pela Fellow Traveller para Microsoft Windows, Xbox One, Xbox Series X/S, Nintendo Switch e macOS em 5 de maio de 2022. Também foi lançado para PlayStation 4 e PlayStation 5 em 31 de março de 2023.

## Enredo
Em Citizen Sleeper, o personagem do jogador é um "Sleeper", um humano cuja mente foi digitalizada e colocada em um corpo de robô para ser controlado pela corporação Essen-Arp. O Sleeper do jogador escapou da servidão contratada em um cargueiro e chegou a uma estação espacial chamada Eye, onde eles lutam pela sobrevivência e liberdade. O jogador conhece várias pessoas diferentes que representam diferentes facções e interesses. O jogo apresenta vários finais, dependendo das escolhas do jogador.

## Jogabilidade
In order to progress the plot, survive, and escape the Eye, the player rolls a number of dice each in-game day. These dice are then placed into different tasks, where higher numbers generally indicate better outcomes. Lower numbers generally are useful on the data-cloud side of the station, which allow the player to gather intelligence on the activities of the various factions. Higher numbers generally lead to better outcomes throughout the rest of the game. The player must constantly work in order to feed themselves and care for their degrading robot body which requires specialized materials to upkeep.
Para progredir na trama, sobreviver e escapar do Olho, o jogador rola vários dados a cada dia do jogo. Esses dados são então colocados em diferentes tarefas, onde números mais altos geralmente indicam melhores resultados.  Números mais baixos geralmente são úteis no lado da nuvem de dados da estação, o que permite ao jogador coletar informações sobre as atividades das várias facções.  Números mais altos geralmente levam a melhores resultados durante o resto do jogo.  O jogador deve trabalhar constantemente para se alimentar e cuidar de seu corpo de robô degradante, que requer materiais especializados para manutenção. 

## Desenvolvimento
Citizen Sleeper foi criado e desenvolvido por Gareth Damian Martin, através de seu estúdio de desenvolvimento de jogos de uma pessoa com sede em Londres Jump Over The Age.  A arte dos personagens foi desenhada por Guillaume Singelin. Quando Martin começou seu trabalho como desenvolvedor, eles conceberam dois jogos: In Other Waters e um jogo sobre ser um ladrão em uma cidade de fantasia tentando sobreviver às dificuldades e à pobreza enquanto se envolvia na situação política de lá. Este último mudou para um cenário de ficção científica e se tornou a base para Citizen Sleeper.
Durante o desenvolvimento, Martin se concentrou no sentimento íntimo de pessoas se unindo e em suas próprias experiências como uma pessoa não-binária lutando para sobreviver em uma cidade por meio da economia gig. Ao jogar jogos de ficção científica como a série Mass Effect, Martin se viu atraído pelos personagens secundários. "À medida que as histórias de ficção científica arrastam a narrativa para missões explosivas, quero ficar com essas pessoas que vivem vidas comuns em ambientes extraordinários." Eles citaram Diários de um zelador do espaçoporto como um exemplo do tipo de história que eles almejavam, o que mostrava como a ficção científica poderia ser um ótimo espaço para experiências de jogos slice of life.
Experiências contemporâneas de Uber e outras experiências de economia gig e dívida levaram à direção de como Martin retratou o capitalismo no jogo. Martin disse: "Eu queria contar uma história na periferia do capitalismo, onde muitos de nós aprendemos a existir". Eles também se concentraram em como a vida pode ser incrivelmente precária para as pessoas que vivem na periferia do capitalismo, e foram inspirados por O Cogumelo no Fim do Mundo, de Anna Tsing, entre outras obras.
Os desenvolvedores anunciaram três DLCs, disponíveis para download sem custo adicional. O primeiro DLC, Flux, foi lançado em julho de 2022, o segundo capítulo, Refuge, foi lançado em outubro de 2022 e o capítulo final, Purge, foi lançado em março de 2023.

## Recepção
Citizen Sleeper recebeu críticas "geralmente favoráveis", de acordo com o agregador de críticas Metacritic.  Em seu lançamento, a Polygon nomeou Citizen Sleeper entre os melhores jogos de 2022.
Os revisores elogiaram a escrita de Citizen Sleeper, com vários revisores comentando sobre os personagens bem desenhados encontrados no jogo. Packwood, do The Guardian, chamou a escrita de "gloriosamente evocativa e atraente" e observou que a imagem pintada no jogo parece "intrigante e única". Alexis Ong, da Polygon, chamou a capacidade do jogo de remover o jogador de perseguir objetivos concretos como parte do enredo de sua "maior força". O IndieGameReviewer escreveu "A camada dupla de um mundo fantasma virtual e um molhado insondável criam uma experiência simplesmente sublime e rara", dando-lhe a 3ª posição em seus 10 melhores jogos de 2022.
Os críticos elogiaram a mecânica simplificada do jogo. Chris Tapsell, da Eurogamer, descreveu a mecânica do jogo como criando uma "elegância maravilhosa" em uma crítica positiva.
Os três capítulos DLC gratuitos do jogo receberam notas positivas dos críticos. Nicole Clark, da Polygon, observou que o primeiro capítulo, Flux, fez com que ela mudasse a forma como jogava o jogo, incentivando-a a criar sistemas para ajudar a comunidade de The Eye em geral, em vez de apenas os amigos de seu personagem. Ben Sledge, do The Gamer, sentiu que o segundo capítulo carecia de urgência, mas que o terceiro compensava o ritmo mais indiferente do segundo.

### Prêmios
| Ano  | Prêmio                             | Categoria                     | Resultado      | Ref.   |
| ---- | ---------------------------------- | ----------------------------- | -------------- | ------ |
| 2022 | The Game Awards                    | Games for Impact              | Indicado       | [ 22 ] |
| 2023 | 26th Annual D.I.C.E. Awards        | Role-Playing Game of the Year | Indicado       | [ 23 ] |
| 2023 | 23rd Game Developers Choice Awards | Game of the Year              | Menção honrosa | [ 24 ] |
| 2023 | 23rd Game Developers Choice Awards | Social Impact Award           | Venceu         | [ 24 ] |
| 2023 | 23rd Game Developers Choice Awards | Best Narrative                | Menção honrosa | [ 24 ] |
| 2023 | Independent Games Festival         | Seumas McNally Grand Prize    | Menção honrosa | [ 25 ] |
| 2023 | Independent Games Festival         | Excellence in Narrative       | Indicado       | [ 25 ] |
| 2023 | Independent Games Festival         | Excellence in Design          | Menção honrosa | [ 25 ] |
| 2023 | 19th British Academy Games Awards  | British Game                  | Indicado       | [ 26 ] |
| 2023 | 19th British Academy Games Awards  | Game Beyond Entertainment     | Indicado       | [ 26 ] |
| 2023 | 19th British Academy Games Awards  | Narrative                     | Indicado       | [ 26 ] |
| 2023 | 19th British Academy Games Awards  | Original Property             | Indicado       | [ 26 ] |

## Mídia relacionada
Um livro de arte intitulado Citizen Sleeper: Design Works foi publicado pela Lost in Cult em 2024. A mesma empresa também lançou um RPG de mesa chamado Cycles of the Eye, co-projetado por Gareth Damian Martin.
Helion Dispatches, uma narrativa serializada baseada em texto que une os eventos do primeiro jogo e sua sequência, foi lançada no Martin's Substack.

## Sequência
Uma sequência, intitulada Citizen Sleeper 2: Starward Vector, foi anunciada para Microsoft Windows em junho de 2023. Uma portabilidade para Xbox Series X/S foi revelada em agosto do mesmo ano, que foi seguida por uma portabilidade para Nintendo Switch e PlayStation 5 em junho de 2024. A sequência foi lançada em 31 de janeiro de 2025.